# Paolo Corazzon
Paolo Corazzon (Milano, 31 maggio 1969) è un meteorologo e personaggio televisivo italiano.

## Biografia
Secondogenito di una famiglia milanese di lontane origini venete, ottiene la maturità scientifica e consegue poi una laurea con lode in Fisica dell'atmosfera presso l'Università degli Studi di Milano, pagandosi gli studi lavorando da bagnino in piscina. Si occupa anche dell'insegnamento della fisica nella società di preparazione per il test di ammissione delle lauree sanitarie.
Conosciuto il colonnello Mario Giuliacci durante la preparazione della tesi di laurea e contattatolo più volte, viene da questi chiamato al Centro Epson Meteo nel 1997, dopo un'esperienza come insegnante di matematica e fisica nelle scuole superiori. Dal 2003 si occupa della rubrica del meteo dell'edizione serale di Studio Aperto Meteo, alle 18.55, su Italia 1, e della medesima rubrica del TG4. A partire dal 2008 si occupa della rubrica del meteo nella trasmissione Mattino Cinque durante l'intera conduzione di Barbara D'Urso.
Dal settembre 2009 con il supporto del produttore tv e del grafico specializzato in effetti digitali Federico Surace, segue la D'Urso nei programmi Pomeriggio cinque e Domenica cinque, nelle quali si occupa sempre delle rubriche meteorologiche con sketch divertenti, animazioni grafiche circondate da effetti speciali portando con sé uno stile giovane e graficamente innovativo.
La sua esperienza in qualità di meteorologo è proseguita con la partecipazione al programma del preserale di Canale 5 A gentile richiesta, ancora una volta condotto da Barbara d'Urso, andato in onda nel giugno e nel luglio 2010: a dicembre dello stesso anno, sempre sotto la conduzione della D'Urso, ha partecipato, sempre in tale veste, al cast di Capodanno Cinque (insieme al valletto Marco Ceriani e agli inviati Veronica Ciardi, Serena Garitta e Patrick Ray Pugliese). Nel settembre 2011 lascia Pomeriggio 5 e passa al canale all-news TGcom24.
Dall'ottobre 2013 è entrato a far parte dello staff di 3BMeteo.com, che fornisce le previsioni del tempo a vari quotidiani (la Repubblica, Il Sole 24 Ore), settimanali (Tv Sorrisi e Canzoni, Panorama), siti web, canali televisivi e radiofonici a livello nazionale e regionale. Così, ha modo di apparire sulle reti nazionali Alice, Leonardo e Marcopolo e sulle emittenti regionali Bergamo TV, TeleBoario e Antennasud. Inoltre, è protagonista di divertenti sketch, alternati ad aggiornamenti meteo, insieme ad Alex Morelli nel programma Viva la vida su Radio Viva FM, con Francesco Nava e Daniela Invernizzi in "Radio Zeta Buongiorno" su Radio Zeta, ed è anche in onda su R 101, Radio Number One, M2o, Radio 105, Virgin Radio e Radio Reporter.
Ha pubblicato svariati libri di testo di matematica e fisica per le scuole superiori e diversi libri sulla meteorologia, per le case editrici Hoepli e Alpha Test.
Ha partecipato anche a 2 edizioni del TornadoTour, organizzato da 3BMeteo, nel 2014 e nel 2015.

## Vita privata
Ai tempi dell'università ha conosciuto sua moglie Sabrina, con la quale è sposato dal 2003. Ha due figli: Matteo (2004) e Filippo (2007).

## Televisione
- Studio Aperto Meteo (Italia 1, 2003-2009)
- Meteo 4 (Rete 4, 2003-2009)
- Mattino Cinque (Canale 5, 2008-2009)
- Domenica Cinque (Canale 5, 2009-2010)
- Pomeriggio Cinque (Canale 5, 2009-2011)
- A gentile richiesta (Canale 5, 2010)
- Capodanno Cinque (Canale 5, 2010)
- TGcom24 (TGcom24, 2011)

## Radio
- Radio 105 (2017)
- Radio Viva Fm (2011/2022)

## Pubblicazioni
- Alpha card. La matematica a schede (tre volumi) (Hoepli, 1997)
- Alpha card. La fisica a schede (tre volumi) (Hoepli, 1997)
- Eserciziario per i test di sottufficiale (Hoepli, 1998)
- Manuale per il test di sottufficiale (Hoepli, 1998)
- Il nuovo esame di maturità. Tutto quello che occorre sapere per evitare sorprese e superare con successo l'esame conclusivo (Alpha Test, 1998)
- La nuova maturità. Manuale di preparazione all'esame conclusivo del Liceo scientifico (Alpha Test, 1999)
- I test per la nuova maturità. Eserciziario per la terza prova scritta dell'esame di Stato (Alpha Test, 1999)
- La nuova maturità. Manuale di preparazione all'esame conclusivo del Liceo classico (Alpha Test, 1999)
- Fisica (tre volumi) (Alpha Test, 1999)
- Matematica (tre volumi) (Alpha Test, 1999)
- Scienze della terra (Alpha Test, 1999)
- Meteo on line. Indirizzi, curiosità, segnalazioni per saperne di più con Internet (Alpha Test, 2000)
- Dottore, mi fa male il tempo! (Alpha Test, 2001)
- Prevedere il tempo con Internet (Alpha Test, 2001)
- I più grandi eventi meteorologici della storia) (Alpha Test, 2002)
- La meteorologia in mare. Guida completa per diportisti e regatanti (Alpha Test, 2005)
- La meteorologia per tutti (Alpha Test, 2008)
- Previsioni mortali (Mursia, 2010)
- Questo non l'avevo previsto (Alpha Test, 2012)